# Vilmos Szabó (pictor)
Vilmos Szabó (n. 15 septembrie 1942, Dumbrăvioara, România – d. 6 aprilie 2009, Zalău, Sălaj, România) a fost un pictor și critic de artă român de etnie maghiară.

## Viața și opera
A absolvit Liceul de Arte Plastice din Târgu Mureș (1964), apoi a obținut diplomă de licență la Institutul de Arte Plastice „Ion Andreescu” din Cluj (1975). A predat la Zalău.
Primul său articol, o critică de artă plastică a operei lui Ferenc Incze, a fost publicat în Korunk în 1974. Articolele sale au fost publicate în ziarele Művelődés⁠(d), Romániai Magyar Szó⁠(d), Hepehupa, Caiete Silvane și în seria nouă Szilágyság, reluată în 1990.
Pe plan național, a fost cunoscut în primul rând ca pictor: a avut expoziții individuale la Târgu Mureș (1968, 1978, 1996), Cluj (1975, 1995, 1997, 1998), Zalău (de mai multe ori din 1976), Budapesta (1991), Kazincbarcika (1998); a participat la expoziții de grup de peste hotare, printre altele la Keszthely (1990), Debrețin (1992, 1995, 1996), Szentendre (1992), Hatvan (1999), Saint Michel în Franța (1998) și la o mică expoziție de grafică de la Tokyo (1998).
În volumul Szilágysági magyarok (București–Cluj, 2002), a fost publicat un studiu de sinteză despre viața artistică din Sălaj.